# Jelizawieta Glinka
Jelizawieta Pietrowna Glinka (ros. Елизавета Петровна Глинка; ur. 20 lutego 1962 w Moskwie, zm. 25 grudnia 2016 opodal Soczi) – rosyjska lekarka specjalizująca się w anestezjologii dziecięcej i medycynie paliatywnej, działaczka humanitarna.
W 2007 założyła fundację „Sprawiedliwa Pomoc”, której została prezesem. Na początku lat 2010 wspierała antyputinowską opozycję w Rosji. Aktywnie pomagała ofiarom konfliktów, m.in. na Ukrainie i w Syrii.
Zginęła 25 grudnia 2016 w katastrofie rosyjskiego Tu-154 na Morzu Czarnym. Pochowana na Cmentarzu Nowodziewiczym w Moskwie.

## Odznaczenia
Kilkukrotnie odznaczona za swoją działalność:
- 2012 – Order Przyjaźni
- 2016 – Państwowa Nagroda Federacji Rosyjskiej